# Kelly Goodburn
Kelly Joe Goodburn (Cherokee, 14 aprile 1962) è un ex giocatore di football americano statunitense che ha giocato nel ruolo di punter nella National Football League (NFL). Al college giocò a football alla Iowa State University.

## Carriera professionistica
Dopo non essere stato scelto nel Draft NFL 1987, Goodburn firmò come free agent coi Kansas City Chiefs. Nel 1990 passò ai Washington Redskins con cui nel 1991 vinse il Super Bowl XXVI battendo i Buffalo Bills. Si ritirò dopo la stagione 1993.

## Palmarès
- Super Bowl : 1

Washington Redskins: XXVI
- National Football Conference Championship: 1

Washington Redskins: 1991

## Statistiche
| Punt  | 351    |
| Yard  | 14.011 |
| Media | 39,9   |